# Greta Panova
Greta Cvetanova Panova (em búlgaro:  Грета Цветанова Панова; Sófia, 1983) é uma matemática búlgaro-estadunidense, e suas áreas de pesquisa incluem combinatória, probabilidade e ciência da computação teórica. É professora de matemática da Universidade do Sul da Califórnia.

## Formação e carreira
Panova recebeu um B.S. em 2005 no Instituto de Tecnologia de Massachusetts (MIT). Obteve um M.A. em 2006 na Universidade da Califórnia em Berkeley e um Ph.D. em matemática na Universidade Harvard 2011, orientada por Richard Peter Stanley. Esteve no pós-doutorado na Universidade da Califórnia em Los Angeles (2011-2014), foi professora assistente na Universidade da Pensilvânia (2014-2018), sendo atualmente professora associada tenure na Universidade do Sul da Califórnia. Foi professora vistante no Simons Institute for the Theory of Computing (outono de 2018).
Panova publicou mais de 30 artigos principalmente em combinatória algébrica com aplicações à teoria da complexidade geométrica, probabilidade e mecânica estatística. Atualmente é co-Editor-in-Chief do periódico Electronic Journal of Combinatorics.

## Prêmios e honrarias
Panova foi três vezes medalhista na Olimpíada Internacional de Matemática (1999-2001, uma medalha de ouro e duas de prata). Panova foi palestrante plenária convidada no FPSAC 2017 em Londres.